# Nicoletta Romanoff
Nicoletta Romanoff, (in russo Николетта Консоло Романова?) nome d'arte di Nicoletta Consolo (Roma, 14 maggio 1979), è un'attrice italiana.

## Biografia

### La famiglia
Secondogenita del penalista Giuseppe Consolo, già parlamentare di AN e di Futuro e Libertà, e di Natalija Nikolaevna Romanoff (di cui Nicoletta ha utilizzato il cognome per farlo suo nome d'arte), a sua volta figlia di Nicola Romanovič Romanov, pretendente al trono russo fra il 1992 e il 2014. Quindi, attraverso sua madre, l'attrice è diretta discendente degli zar Nicola I di Russia, Paolo I di Russia e della imperatrice Caterina II di Russia. Aveva anche un fratello, Enzo Manfredi, di tre anni più grande, morto suicida nel 1997.

### Carriera
Dopo aver frequentato il liceo linguistico, studia veterinaria a Parigi, dove fa anche esperienze come modella.
Raggiunge la popolarità nel 2003 con il suo primo lavoro come attrice nel film di Gabriele Muccino Ricordati di me, dove interpreta il ruolo di Valentina, una ragazza che vuole intraprendere la carriera di show girl. Grazie a questo film, sempre nel 2003, riceve al Taormina Film Fest il premio Guglielmo Biraghi, dedicato alle giovani promesse dell'anno, e riceve una candidatura ai David di Donatello come miglior attrice non protagonista. Lo stesso anno è protagonista di Affinità elettive, un cortometraggio di 18 minuti, diretto sempre da Muccino per promuovere la Lancia Y.
Nel 2005 è protagonista, insieme a Giorgio Pasotti, della miniserie tv in due puntate, trasmessa da Rai 2, Un anno a primavera. Interpreta il ruolo di Angela, una ragazza che soffre di crisi di panico e forti stati d'ansia che le derivano dalla traumatica esperienza di un incidente automobilistico dove muore la madre.
Nel 2006 gira il film Cardiofitness, prodotto da Rai Cinema e Palomar, diretto da Fabio Tagliavia e tratto dal libro omonimo dell'autrice torinese Alessandra Montrucchio. Il film esce nelle sale nel 2007.
Nell'autunno dello stesso anno gira il film tv sulla vita di Marco Pantani, Il Pirata - Marco Pantani, in onda su Rai 1 il 5 febbraio 2007, in cui interpreta il ruolo di Christina, la fidanzata del ciclista.
Nella primavera del 2013 è concorrente di Altrimenti ci arrabbiamo, talent show di Rai 1, condotto da Milly Carlucci.

## Vita privata
Nel 1999 si sposa con il produttore cinematografico Federico Scardamaglia, da cui ha avuto due figli, Francesco (30 luglio 1999) e Gabriele (21 novembre 2000). Si separa nel 2004 e intraprende una storia con l'attore Giorgio Pasotti; il 19 gennaio 2010 nasce la figlia Maria; nel 2014 la coppia si è separata. Nel giugno 2018, dalla relazione con il compagno Federico Alverà, iniziata nel 2014, ha avuto una figlia, Anna. Le nozze con Federico sono state celebrate a Bolgheri il 24 novembre 2019.

## Parentele
La sua trisnonna materna era la Principessa Milica del Montenegro, sorella della regina Elena del Montenegro (moglie del re Vittorio Emanuele III d'Italia). Pertanto Nicoletta è una lontana cugina di Vittorio Emanuele di Savoia e di Emanuele Filiberto di Savoia.
Attraverso sua nonna materna Sveva è imparentata con la nobile famiglia toscana Della Gherardesca.
Infine, il nonno del suo bisnonno era il Granduca Nicola di Russia, figlio dello zar Nicola I di Russia e della zarina Carlotta di Prussia. Nicoletta ha quindi legami di sangue con diverse casate reali d'Europa. In particolare, appare nella linea di successione al trono britannico al posto 1871 nel 2011, sebbene sia esclusa dai diritti, perché di famiglia non anglicana.

## Filmografia

Nicoletta Romanoff nel film Ricordati di me (2003)

### Attrice

#### Cinema
- Ricordati di me, regia di Gabriele Muccino (2003)
- Cardiofitness, regia di Fabio Tagliavia (2007)
- Dalla vita in poi, regia di Gianfrancesco Lazotti (2010)
- Posti in piedi in paradiso, regia di Carlo Verdone (2012)
- Crushed Lives - Il sesso dopo i figli, regia di Alessandro Colizzi (2015)
- La casa di famiglia, regia di Augusto Fornari (2017)
- Le verità, regia di Giuseppe Alessio Nuzzo (2017)
- Gli anni più belli, regia di Gabriele Muccino (2020)

#### Televisione
- Un anno a primavera, regia di Angelo Longoni – film TV (2005)
- Il Pirata - Marco Pantani, regia di Claudio Bonivento – film TV (2007)
- Colorado - 'Sto classico – programma TV (2012)
- Made in Italy – serie TV, episodi 1x04-1x08 (2019)
- L'ispettore Coliandro – serie TV, episodio 8x03 (2021)
- Illuminate: Marta Marzotto, umile sempre, modesta mai, regia di Adele Tulli – docu-film (2021)

#### Cortometraggi
- Affinità elettive, regia di Gabriele Muccino (2003)
- 15 Seconds, regia di Gianluca Petrazzi (2008)
- Osthello - Per entrare basta un sogno, regia di Gianfrancesco Lazotti (2011)

### Doppiatrice
- Aurora in Ralph spacca Internet
- Black Beauty in Black Beauty - Autobiografia di un cavallo

## Programmi televisivi
- Altrimenti ci arrabbiamo (Rai 1, 2013) - Concorrente
- Giubileo 2025. Pellegrini di speranza - Nella memoria di Giovanni Paolo II (Rai 1, 2023) - Conduttrice